# Кастильоне деле Стивиере
Кастильо̀не деле Стивиѐре (на италиански: Castiglione delle Stiviere, на местен диалект: Castiù, Кастию) е град и община в Северна Италия, провинция Мантуа, регион Ломбардия. Разположен е на 111 m надморска височина. Населението на общината е 23 232 души (към 2015 г.).